# جان تی دیلون
جان تی دیلون (انگلیسی: John T. Dillon (actor); ۱۹ ژوئن ۱۸۷۶ – ۲۹ دسامبر ۱۹۳۷) یک هنرپیشه اهل ایالات متحده آمریکا بود.